# Biegi narciarskie na Zimowej Uniwersjadzie 2025
Biegi narciarskie na Zimowej Uniwersjadzie 2025 odbyły się w dniach 15–23 stycznia 2025 w Pragelato. Zawodnicy rywalizowali w dziewięciu konkurencjach – czterech męskich, czterech żeńskich i w jednej sztafecie mieszanej. Do rywalizacji przystąpili również parasportowcy.

## Tabela medalowa
*   Gospodarz ( Włochy)
| Miejsce | Reprezentacja | Złoto | Srebro | Brąz | Razem |
| ------- | ------------- | ----- | ------ | ---- | ----- |
| 1       | Finlandia     | 2     | 2      | 4    | 8     |
| 2       | Polska        | 2     | 0      | 2    | 4     |
| 3       | Estonia       | 1     | 2      | 0    | 3     |
| 3       | Japonia       | 1     | 2      | 0    | 3     |
| 5       | Szwajcaria    | 1     | 1      | 1    | 3     |
| 6       | Niemcy        | 1     | 0      | 0    | 1     |
| 6       | Norwegia      | 1     | 0      | 0    | 1     |
| 8       | Francja       | 0     | 1      | 1    | 2     |
| 9       | Włochy        | 0     | 1      | 0    | 1     |
| 10      | Bułgaria      | 0     | 0      | 1    | 1     |
| Razem   | Razem         | 9     | 9      | 9    | 27    |

## Zestawienie medalistów

### Mężczyźni
| Data        | Konkurencja                        | Złoto                                                                | Srebro                                                                 | Brąz                                                                     |
| ----------- | ---------------------------------- | -------------------------------------------------------------------- | ---------------------------------------------------------------------- | ------------------------------------------------------------------------ |
| 15 stycznia | Bieg na 10 km s. dowolnym          | Olaf Talmo                                                           | Nico Bennert                                                           | Mario Matikanow                                                          |
| 17 stycznia | Sprint s. klasycznym               | Nolan Gertsch                                                        | Valtteri Pennanen                                                      | Markus Kasanen                                                           |
| 21 stycznia | Sztafeta 4 × 7,5 km                | Japonia Sho Kasahara · Ikuya Takizawa · Daito Yamazaki · Kanta Sakai | Szwajcaria Nolan Gertsch · Silvan Durrer · Maxime Béguin · Jan Fässler | Finlandia Jan Fässler · Markus Kasanen · Eelis Valikainen · Nico Bennert |
| 23 stycznia | Bieg masowy na 20 km s. klasycznym | Markus Kasanen                                                       | Daito Yamazaki                                                         | Nico Bennert                                                             |

### Kobiety
| Data        | Konkurencja                        | Złoto                                                              | Srebro                                                                    | Brąz                                                                           |
| ----------- | ---------------------------------- | ------------------------------------------------------------------ | ------------------------------------------------------------------------- | ------------------------------------------------------------------------------ |
| 15 stycznia | Bieg na 10 km s. dowolnym          | Izabela Marcisz                                                    | Maria Eugenia Boccardi                                                    | Carla Nina Wohler                                                              |
| 17 stycznia | Sprint s. klasycznym               | Izabela Marcisz                                                    | Kaidy Kaasiku                                                             | Anni Lindroos                                                                  |
| 21 stycznia | Sztafeta 4 × 7,5 km                | Finlandia Hanna Ray · Elsa Torvinen · Iida Vuollet · Anni Lindroos | Japonia Chika Honda · Takane Tochitani · Karen Hatakeyama · Kaha Nakajima | Francja Félicie Chappaz · Manon Favre Bonvin · Julie Marciniak · France Pignot |
| 23 stycznia | Bieg masowy na 20 km s. klasycznym | Keidy Kaasiku                                                      | Kaidy Kaasiku                                                             | Izabela Marcisz                                                                |

### Konkurencje mieszane
| Data        | Konkurencja                           | Złoto                                   | Srebro                               | Brąz                                    |
| ----------- | ------------------------------------- | --------------------------------------- | ------------------------------------ | --------------------------------------- |
| 19 stycznia | Sprint drużynowy mieszany s. dowolnym | Niemcy Miriam Reisnecker · Marius Bauer | Francja Félicie Chappaz · Hugo Serot | Polska Izabela Marcisz · Łukasz Gazurek |